# Benedicto López
José Benedicto López Tejeda (Tuxpan, Michoacán, 15 de julio de 1775 - Zitácuaro, Michoacán, 2 de diciembre de 1817) fue un campesino novohispano que tomó parte activa con los insurgentes durante la guerra de la independencia de México.

## Semblanza biográfica
Sus padres fueron Santiago López y Manuela Bacilia Tejeda. Fue convencido por Ignacio López Rayón para unirse a la revolución que inició Miguel Hidalgo mediante el grito de Dolores.  Benedicto López reunió varios voluntarios en la zona de Zitácuaro. Logró establecer su dominio en la zona sur del valle de Toluca, el sur de Michoacán y la zona norte de Tierra Caliente. 
De febrero a mayo de 1811 fue atacado constantemente por el regimiento de Tres Villas al mando del capitán Juan Bautista de la Torre y del teniente Torrescano, quien, finalmente, fue capturado y asesinado por las tropas insurgentes. Al escuchar las noticias de esta última victoria, Ignacio López Rayón se trasladó de Tuzantla a Zitácuaro, lugar en donde Benedicto López le entregó el mando de sus tropas.
El 22 de junio de 1811 el coronel realista Vicente Emparán al mando de dos mil hombres intentó tomar la plaza, pero fue rechazado y obligado a retirarse a la Ciudad de México.  Gracias a estas acciones Benedicto López fue ascendido a mariscal de campo y se pudo establecer la Suprema Junta Gubernativa de América en Zitácuaro. Sin embargo una nueva incursión de las tropas realistas al mando de Félix María Calleja obligó a los miembros de la Junta  a refugiarse en Sultepec cuando perdieron la batalla de Zitácuaro el 2 de enero de 1812. Por su parte Benedicto López se refugió en Tuzantla manteniéndose en la zona y sosteniendo algunas escaramuzas en Tilostoc y Malacatepec.
Apoyó al Congreso de Anáhuac y los puntos plasmados en los Sentimientos de la Nación. Asimismo reconoció la autoridad de la Junta de Jaujilla y a la Constitución de Apatzingán. Mantuvo relaciones con Nicolás Bravo y Vicente Guerrero. Durante mayo y junio de 1817 ayudó al general Nicolás Bravo a combatir en la zona oriental de Michoacán. Derrotó al mayor Pío María Ruiz en varias ocasiones, una de ellas durante un enfrentamiento realizado el 13 de junio. El 1 de septiembre de 1817 Nicolás Bravo logró vencer a los realistas al mando del coronel Ignacio Mora en la batalla del Cerro de Cóporo, no obstante fue sitiado junto con los hermanos Ignacio y Ramón López Rayón en dicha fortaleza por el coronel Barradas y por el coronel José Joaquín Márquez y Donallo.  Los víveres de los insurgentes sitiados comenzaron a escasear, Benedicto López intentó llevarles provisiones conduciendo un convoy con la intención de romper la línea sitiadora, pero cayó prisionero en manos de los realistas el 29 de noviembre. La fortaleza del Cóporo cayó en manos de los realistas dos días más tarde, Bravo y los hermanos Rayón lograron escapar, pero Benedicto López fue fusilado al día siguiente de la victoria realista.